# Year of the cat (album)
Year of the cat is het zevende studioalbum van Al Stewart. Het is net als voorgaande twee albums geproduceerd door Alan Parsons. De plaats van opname was de Abbey Road Studio in Londen.
Al Stewart had de hier voorgaande albums opgenomen voor CBS, als deel van een contract van drie albums, verlengd met nog eens drie. CBS liet echter weinig van zich horen en Stewart voelde zich niet serieus genomen. RCA Victor was wel in hem geïnteresseerd en ging met hem in zee. EMI, baas van CBS, had direct spijt, want Year of the cat (en opvolger) werd(en) Stewarts meest verkochte album(s). De verkopen stegen doordat de van dit album afkomstige singles eveneens succes hadden, behalve dan in thuisplaats Engeland.

## Musici
- Al Stewart - zang, gitaar, toetsinstrumenten
- Peter White - gitaar, toetsinstrumenten
- John G. Perry - achtergrondzang
- Tim Renwick - gitaar
- Andrew Powell - string arrangements
- Bobby Bruce - viool
- Marion Driscoll - percussie
- Stuart Elliott – slagwerk, percussie
- George Ford - basgitaar
- Phil Kenzie - altsaxofoon
- Don Lobster - toetsinstrumenten
- David Pack - achtergrondzang
- Tony Rivers - achtergrondzang
- Graham Smith - mondharmonica
- Peter Wood – toetsinstrumenten

David Pack en Stuart Elliot waren deel van Alan Parsons Project, Pack ook van Ambrosia. Stuart Elliott en George Ford waren de rythmsectie van Cockney Rebel. Tony Rivers was “oudgediende” van onder andere Greenslade.

## Muziek
Alles van de hand van Stewart, behalve Year of the cat van Stewart en Wood.

| Nr. | Titel | Duur |
| --- | --- | ---- |
| 1.  | Lord Grenville (over Richard Grenville)                                                                   | 5:00 |
| 2.  | On the border (Baskische afscheidingsbeweging en de Rhodesische Crisis)                                   | 3:22 |
| 3.  | Midas Shadow (over toeren)                                                                                | 3:08 |
| 4.  | Sand in your shoes                                                                                        | 3:02 |
| 5.  | If it doesn’t come naturally, leave it (over praten over problemen)                                       | 4:28 |
| 6.  | Flying sorcery (over Amy Johnson, Kitty Hawk, Icarus en Leonardo)                                         | 4:20 |
| 7.  | Broadway Hotel (over rijke mensen, die in hotels leven)                                                   | 3:55 |
| 8.  | One stage before (over eindeloos toeren, deze zaal komt Stewart bekend voor, maar waarvan, reïncarnatie?) | 4:39 |
| 9.  | Year of the cat (deels gebaseerd op Casablanca)                                                           | 6:40 |

## Hoes
De platenhoes was een ontwerp van Hipgnosis en Colin Elgie. Het lijkt op een plaatje uit een stripverhaal. Een actrice maakt zich op voor een catshow achter een make-uptafel waarop alles verwijst naar cat. Een pakje filtersigaretten is daarbij van het merk Chat.  

## Hitnotering
Het album haalde de vijfde plaats in de Billboard Album Top 200. In het Verenigd Koninkrijk wilde het toch niet zo vlotten. Het kwam in zeven weken slechts tot een 38e plaats, waarmee het toch zijn best verkochte album aldaar werd.

### Nederlandse albumlijst
| Hitnotering: week 15-1-1977 t/m 12-8-1977 | Hitnotering: week 15-1-1977 t/m 12-8-1977 | Hitnotering: week 15-1-1977 t/m 12-8-1977 | Hitnotering: week 15-1-1977 t/m 12-8-1977 | Hitnotering: week 15-1-1977 t/m 12-8-1977 | Hitnotering: week 15-1-1977 t/m 12-8-1977 | Hitnotering: week 15-1-1977 t/m 12-8-1977 | Hitnotering: week 15-1-1977 t/m 12-8-1977 | Hitnotering: week 15-1-1977 t/m 12-8-1977 | Hitnotering: week 15-1-1977 t/m 12-8-1977 | Hitnotering: week 15-1-1977 t/m 12-8-1977 | Hitnotering: week 15-1-1977 t/m 12-8-1977 | Hitnotering: week 15-1-1977 t/m 12-8-1977 | Hitnotering: week 15-1-1977 t/m 12-8-1977 | Hitnotering: week 15-1-1977 t/m 12-8-1977 | Hitnotering: week 15-1-1977 t/m 12-8-1977 | Hitnotering: week 15-1-1977 t/m 12-8-1977 | Hitnotering: week 15-1-1977 t/m 12-8-1977 | Hitnotering: week 15-1-1977 t/m 12-8-1977 | Hitnotering: week 15-1-1977 t/m 12-8-1977 | Hitnotering: week 15-1-1977 t/m 12-8-1977 | Hitnotering: week 15-1-1977 t/m 12-8-1977 | Hitnotering: week 15-1-1977 t/m 12-8-1977 | Hitnotering: week 15-1-1977 t/m 12-8-1977 | Hitnotering: week 15-1-1977 t/m 12-8-1977 | Hitnotering: week 15-1-1977 t/m 12-8-1977 | Hitnotering: week 15-1-1977 t/m 12-8-1977 | Hitnotering: week 15-1-1977 t/m 12-8-1977 | Hitnotering: week 15-1-1977 t/m 12-8-1977 | Hitnotering: week 15-1-1977 t/m 12-8-1977 | Hitnotering: week 15-1-1977 t/m 12-8-1977 | Hitnotering: week 15-1-1977 t/m 12-8-1977 |
| Week:                                     | 1                                         | 2                                         | 3                                         | 4                                         | 5                                         | 6                                         | 7                                         | 8                                         | 9                                         | 10                                        | 11                                        | 12                                        | 13                                        | 14                                        | 15                                        | 16                                        | 17                                        | 18                                        | 19                                        | 20                                        | 21                                        | 22                                        | 23                                        | 24                                        | 25                                        | 26                                        | 27                                        | 28                                        | 29                                        | 30                                        |                                           |
| ----------------------------------------- | ----------------------------------------- | ----------------------------------------- | ----------------------------------------- | ----------------------------------------- | ----------------------------------------- | ----------------------------------------- | ----------------------------------------- | ----------------------------------------- | ----------------------------------------- | ----------------------------------------- | ----------------------------------------- | ----------------------------------------- | ----------------------------------------- | ----------------------------------------- | ----------------------------------------- | ----------------------------------------- | ----------------------------------------- | ----------------------------------------- | ----------------------------------------- | ----------------------------------------- | ----------------------------------------- | ----------------------------------------- | ----------------------------------------- | ----------------------------------------- | ----------------------------------------- | ----------------------------------------- | ----------------------------------------- | ----------------------------------------- | ----------------------------------------- | ----------------------------------------- | ----------------------------------------- |
| Positie:                                  | 17                                        | 14                                        | 13                                        | 11                                        | 7                                         | 5                                         | 2                                         | 3                                         | 2                                         | 3                                         | 4                                         | 4                                         | 4                                         | 4                                         | 4                                         | 4                                         | 6                                         | 4                                         | 2                                         | 3                                         | 3                                         | 3                                         | 3                                         | 3                                         | 6                                         | 10                                        | 11                                        | 12                                        | 13                                        | 16                                        | uit                                       |

Het werd van de eerste plaats afgehouden door Pink Floyds Animals, Evita de musical van Andrew Lloyd Webber (later verantwoordelijk voor Cats) en Rumours van Fleetwood Mac, die uiteindelijk bijna 100 weken in de lijst zou verblijven.